# Urząd Nortorfer Land
Urząd Nortorfer Land (niem. Amt Nortorfer Land) – urząd w Niemczech w kraju związkowym Szlezwik-Holsztyn, w powiecie Rendsburg-Eckernförde. Siedziba urzędu znajduje się w mieście Nortorf.
W skład urzędu wchodzi 17 gmin:
1. Bargstedt
2. Bokel
3. Borgdorf-Seedorf
4. Brammer
5. Dätgen
6. Eisendorf
7. Ellerdorf
8. Emkendorf
9. Gnutz
10. Groß Vollstedt
11. Krogaspe
12. Langwedel
13. Nortorf
14. Oldenhütten
15. Schülp bei Nortorf
16. Timmaspe
17. Warder